# KIF24
Pour les articles homonymes, voir KIF.
KIF24, kinesin family member 24, est une protéine encodée chez l’homme par le gène KIF24 situé sur le chromosome 9 humain. C’est une protéine motrice qui fait partie de la famille des kinésines.